# Üstökös szarvascsőrű
Az üstökös szarvascsőrű (Berenicornis comatus) a madarak osztályának a szarvascsőrűmadár-alakúak (Bucerotiformes) rendjéhez, ezen belül a szarvascsőrűmadár-félék (Bucerotidae) családjához tartozó Berenicornis nem egyetlen faja.

## Rendszerezése
A fajt John Cassin brit ornitológus írta le 1848-ban, a Buceros nembe Buceros comatus néven. Sorolták az Aceros nembe Aceros comatus néven.

## Előfordulása
Délkelet-Ázsiában, Brunei, Indonézia, Malajzia, Mianmar és Thaiföld területén honos. Természetes élőhelyei a szubtrópusi és trópusi síkvidéki és hegyi esőerdők, valamint ültetvények. Állandó, nem vonuló faj.

## Megjelenése
Testhossza 80 centiméter.
|  |

## Természetvédelmi helyzete
Az elterjedési területe rendkívül nagy, de gyorsan csökken, egyedszáma is nagy mértékben csökken. A Természetvédelmi Világszövetség Vörös listáján veszélyeztetett fajként szerepel.